# Фокин, Кузьма Гаврилович
Кузьма Гаврилович Фокин (31 октября 1913, Гавриловка, Тамбовская губерния — 18 марта 1945) — механик-регулировщик танков 61-й гвардейской танковой бригады, гвардии старшина — на момент представления к награждению орденом Славы 1-й степени.

## Биография
Родился 31 октября 1913 года в деревне Гавриловка Шацкого уезда Тамбовской губернии (ныне — Чучковского района Рязанской области). Окончил 5 классов. В 1934—1937 годах проходил срочную службу в Красной Армии. Член ВКП(б) с 1940 года. Работал начальником поездной бригады вагонного участка станции Хилок Забайкальской железной дороги.
В июле 1941 года был вновь призван в армию. В боях под Сталинградом был ранен. После госпиталя направлен в формирующийся на Урале Добровольческий танковый корпус и зачислен механиком-водителем танка Т-34 в Свердловскую танковую бригаду. Был избран парторгом роты. С июля 1943 года в составе бригады участвовал в боях на Брянском и 1-м Украинском фронтах.
26 марта 1944 года в боях за город Каменец-Подольский механик-водитель танка гвардии старший сержант Фокин был ранен, но продолжал выполнять боевую задачу. Одним из первых ворвавшись на своем танке в город, вывел из строя большое количество автомашин и другой техники противника, уничтожил более отделения противников. Приказом от 5 апреля 1944 года гвардии старший сержант Фокин Кузьма Гаврилович награждён орденом Славы 3-й степени.
26-27 июля 1944 года, находясь в составе танкового взвода в разведке, у населенного пункта Романов гвардии старший сержант Фокин захватил в плен 7 солдат и унтер-офицера противника. При ведении разведки в районе населенного пункта Давыдов его танк был подбит и загорелся. Фокин вывел его в безопасное место, ликвидировал пожар и вынес с поля боя раненого члена экипажа. Приказом от 13 августа 1944 года гвардии старший сержант Фокин Кузьма Гаврилович награждён орденом Славы 2-й степени.
16 января 1945 года гвардии старшина Фокин, находясь в разведке в районе населенного пункта Слупя, забросал гранатами бронетранспортер противника, уничтожив 8 солдат и 1 офицера. 20 января в бою за переправу на реке Варта в районе населённого пункта Бурзеник уничтожил 2 фаустников, чем содействовал удержанию захваченной переправы. За эти бои был представлен к награждению орденом Славы.
Погиб 18 марта 1945 года в районе города Нойштадт при тушении горящего танка во время налета вражеских самолетов.
Указом Президиума Верховного Совета СССР от 10 апреля 1945 года за образцовое выполнение заданий командования в боях с захватчиками гвардии старшина Фокин Кузьма Гаврилович награждён орденом Славы 1-й степени. Стал полным кавалером ордена Славы.
Награждён орденами Отечественной войны 2-й степени, Славы 3-х степеней.